# Schalksmühle

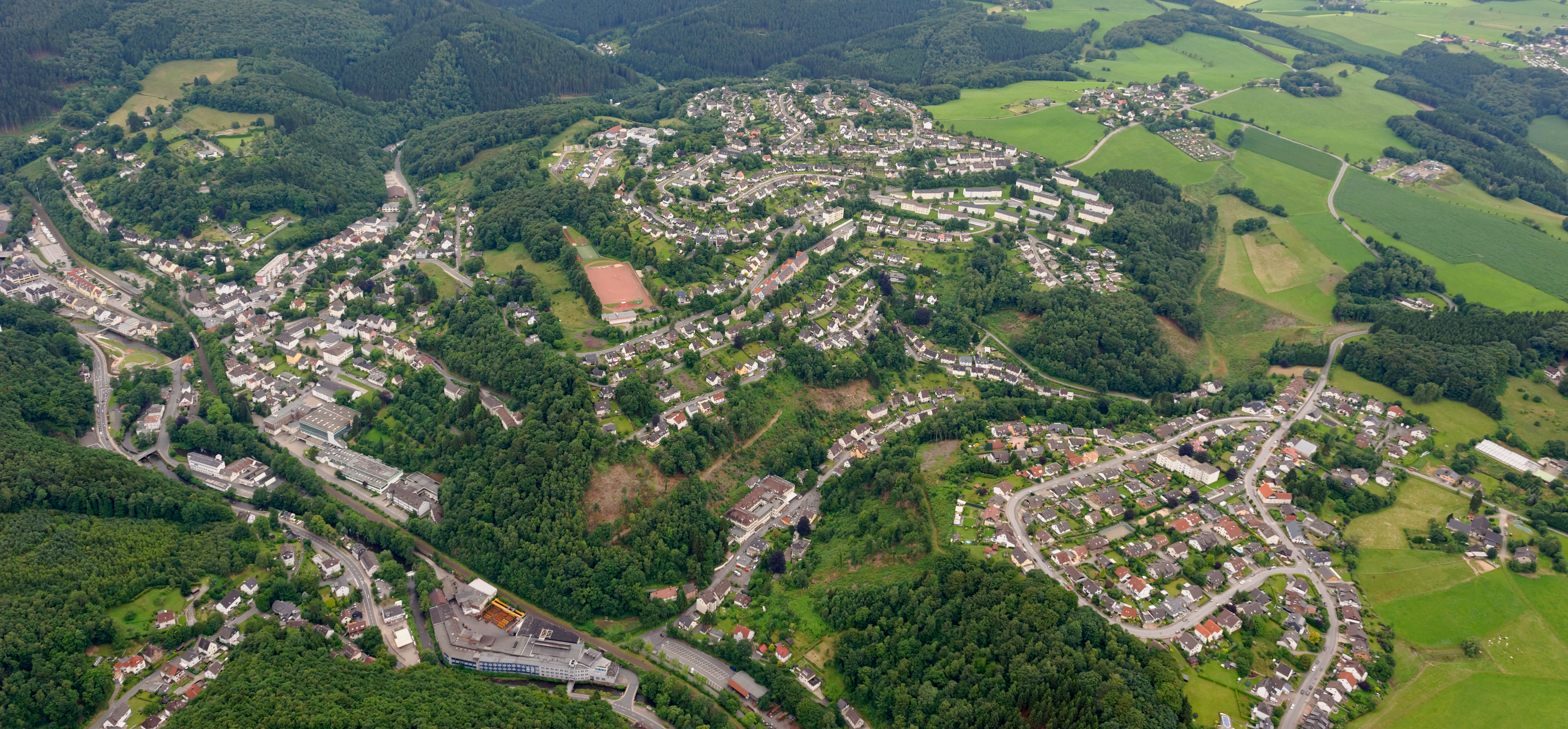
Luftbild

Schalksmühle (westfälisch Schalksmüehle) liegt im Nordwesten des Sauerlandes in Nordrhein-Westfalen und ist eine kreisangehörige Gemeinde des Märkischen Kreises im Regierungsbezirk Arnsberg. Schalksmühle war 2011 die Gemeinde mit dem höchsten Anteil von Einkommensmillionären in der Wohnbevölkerung und dem höchsten Pro-Kopf-Einkommen in Nordrhein-Westfalen (46.101 €/Jahr).
Der Name Schalksmühle, der erstmals in einer Urkunde 1407 in der Form „Schalksmollen“ erwähnt wird, muss in dieser Komposition bereits früher, im 12.–14. Jh., entstanden sein. Die Form mit -mühle als Grundwort ist aus dieser Zeit im Westfälischen nicht belegt, nicht jedoch vorher. Seine Deutung ist nach G. Müller (1996) bis heute ungeklärt. Am wahrscheinlichsten ist, dass das Grundwort -mühle eine Mühle bezeichnet, wobei aber unklar ist, welche Art von Mühle, am ehesten wohl eine wassergetriebene Mühle; dabei bleibt weiter unklar, wozu sie diente. Hier scheinen nur archäologische Zeugnisse weiterzuhelfen. Das Bestimmungswort Schalk- scheint noch die ältere Bedeutung von ‚Knecht‘ zu haben, wobei ebenfalls unklar ist, welcher konkrete Knecht hier gemeint ist oder ob das Wort eine generische Bedeutung hat. Die Rückführung auf einen Gottschalk, die P. Schmalenbach annahm, ist nur eine mögliche Deutung. Nach dieser hypothetischen Deutung bedeutet Schalksmühle also „Mühle eines gewissen Knechts“.

## Geographie

### Geographische Lage

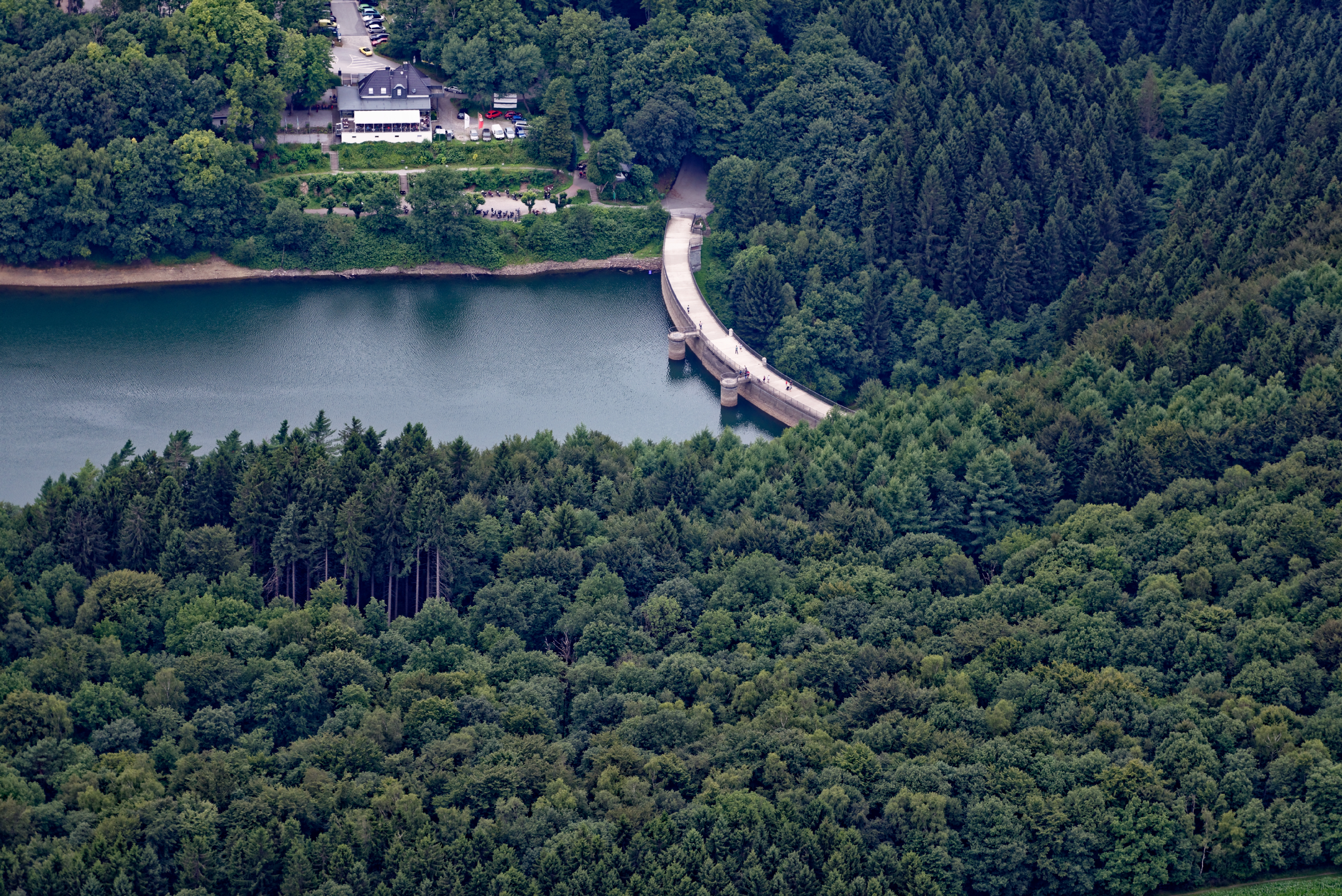
Glörtalsperre mit Staumauer

In Schalksmühle gibt es die Glörtalsperre, durch die die Glör fließt. Die Glör ist ein Nebenfluss der Volme, die ebenfalls durch Schalksmühle und in Hagen in die Ruhr fließt, die wiederum in Duisburg-Ruhrort in den Rhein mündet. Die Volme war lange Zeit durch die Verschmutzung von Abwässern der Industrie ein totes Gewässer, ist aber seit den 1990er Jahren wieder biologisch aktiv und verfügt u. a. über zunehmende Forellebestände.

### Ausdehnung des Gemeindegebiets
Die Gemeinde Schalksmühle hat ein Gemeindegebiet von 38,2 km². Davon sind 17,4 km² (≈45,5 %) Waldfläche.

### Nachbargemeinden
Schalksmühle grenzt im Nordwesten an Hagen, im Westen an Breckerfeld (Ennepe-Ruhr-Kreis), im Südwesten an Halver, im Südosten an Lüdenscheid, im Osten an Altena und im Nordosten an Nachrodt-Wiblingwerde (letztere Märkischer Kreis).
| Hagen       |                                             | Nachrodt-Wiblingwerde |
| Breckerfeld | Kompassrose, die auf Nachbargemeinden zeigt | Altena                |
| Halver      | Halver                                      | Lüdenscheid           |

### Gemeindegliederung
Schalksmühle gliedert sich in 10 Ortsteile:
| - Dahlerbrück - Heedfeld - Hülscheid - Klagebach - Reeswinkel | - Rotthausen - Schalksmühle-Mitte - Stallhaus - Strücken - Winkeln |

Die Ortsteile bestehen aus insgesamt 65 Wohnplätzen und Ortschaften.

## Geschichte

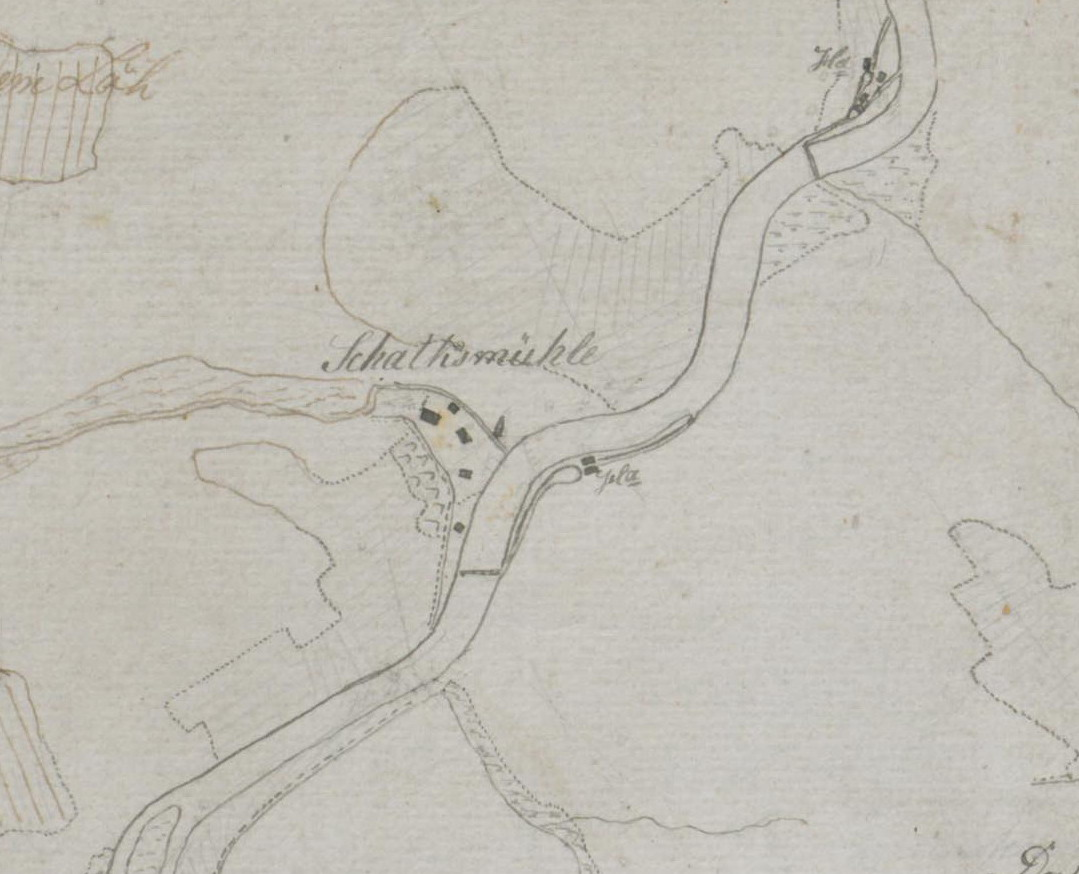
Schalksmühle um 1795

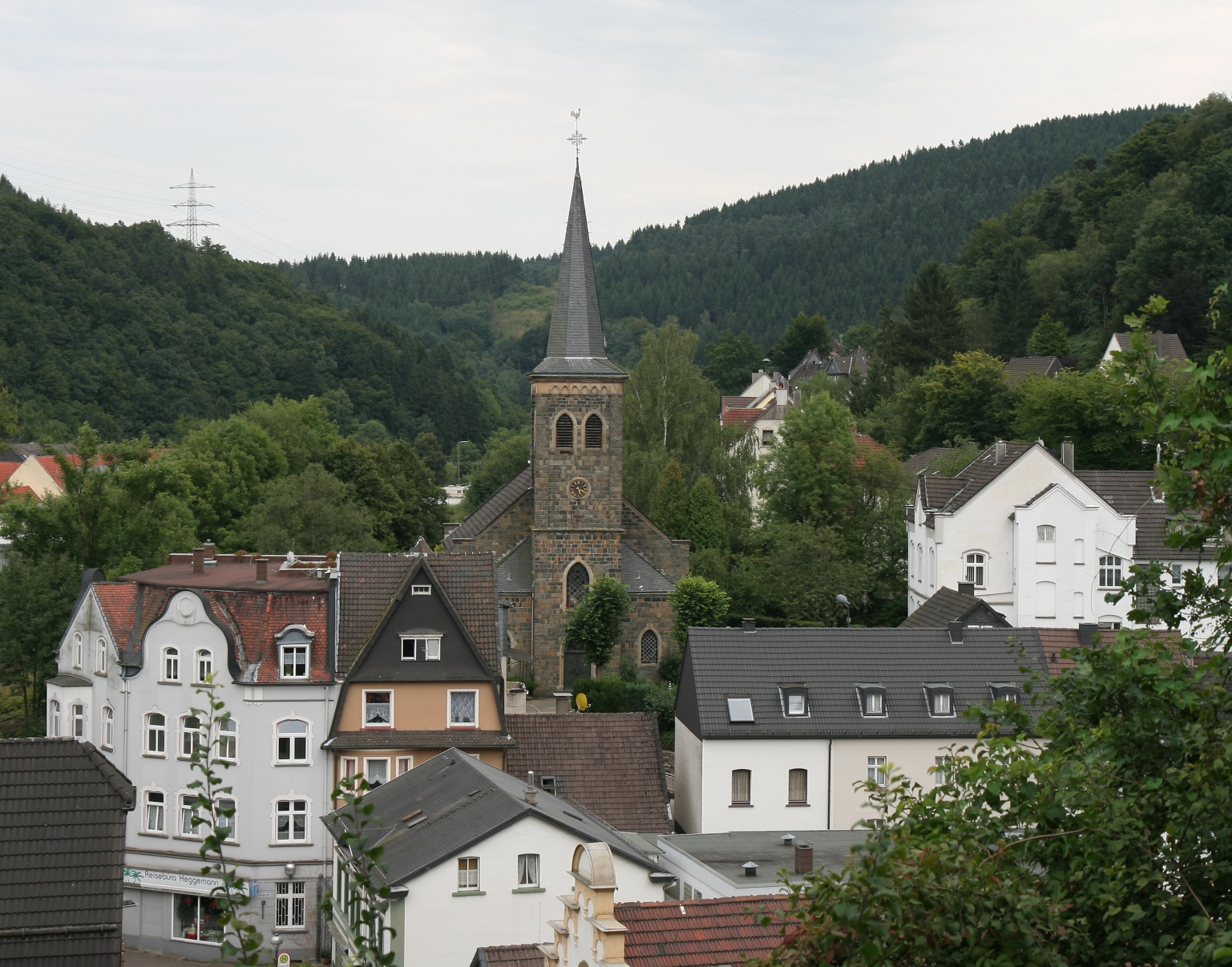
Ortskern mit Erlöserkirche

Die älteste urkundliche Erwähnung des heutigen Ortsteils Hülscheid stammt von 1308 und findet sich im Liber valoris des Erzbistums Köln. 1350 gründeten die dortigen Bauern eine Freigrafschaft. Diese umfasste zur Zeit ihrer größten Ausdehnung neben dem Kirchspiel Hülscheid auch den nordwestlichen Teil des Kirchspiels Lüdenscheid. Die Freigrafschaft Hülscheid bestand bis 1592. In jenem Jahr wurde sie dem Lüdenscheider Hochgrafen übertragen. Für die Zeit nach 1478 ist das Bestehen eines Freigerichtes vor Ort nachgewiesen, welches jedoch wohl schon wesentlich länger bestanden hatte.
Schalksmühle wurde zuerst am 1. Mai 1407 urkundlich erwähnt. Anlässlich der Schenkung eines Altars an die Breckerfelder Kirche durch den Kölner Kaufmann Gerwin of Altenbreckerfeld erscheint in einer Urkunde des Kölner Erzbischofs Friedrich Schalksmollen in parrochia Halvere (Schalksmühle in der Pfarrei Halver). Es war eines der von Gerwin gepachteten Gebiete. Auch nach Bau einer befestigten Straße durch das Volmetal 1845–1847 und der Volmetalbahn bis 1873 handelte es sich noch einige Zeit lediglich um eine kleine Siedlung. Erst allmählich setzten aufgrund der verbesserten Verkehrsanbindung stärkeres Wachstum und Industrialisierung ein. 1892 bis 1898 erfolgte der Bau der neugotischen Saalkirche als Ortsmittelpunkt. 1888 wurde die „Hälvertalbahn“ der Kreis Altenaer Eisenbahn fertiggestellt, welche eine direkte Verbindung mit Halver herstellte. Am 1. Oktober 1912 wurde die Gemeinde durch Ausgliederung aus der Gemeinde Halver neu gebildet.
Am 13. April 1945 um 5 Uhr fuhren amerikanischen Panzer über die Volmestraße. US-Truppen besetzten den Ort. An diesem Nachmittag und während der nächsten Nacht schoss ein deutscher Granatwerfer in den Ort. An allen Häusern hingen weiße Fahnen und erste Verordnungen der alliierten Militärregierung hingen schnell an Häusern.
Obwohl schon in früheren Zeiten immer wieder Hochwasser des Flusses Volme vorkamen, der mitten durch Schalksmühle fließt, erreichte eine Flut nach langanhaltenden Starkregen im Juli 2021 einen Höhepunkt. Dabei entstanden jedoch nur Sachschäden, während zur gleichen Zeit bei noch stärkeren Überschwemmungen im rheinland-pfälzischen Ahrtal außer schlimmeren Schäden an Häusern sogar zahlreiche Personen umkamen.

### Eingemeindungen
Die heutige Gemeinde Schalksmühle ist durch das Gesetz zur Neugliederung des Landkreises Altena und der kreisfreien Stadt Lüdenscheid vom 18. Dezember 1968 gebildet worden. Hierzu wurden die vorherigen Gemeinden Schalksmühle und Hülscheid (Amt Lüdenscheid) zusammengeschlossen. Die mit Wirkung zum 1. Januar 1969 neu gebildete amtsfreie Großgemeinde trägt wiederum den Namen „Schalksmühle“.
Durch das Gesetz zur Neugliederung des Ennepe-Ruhr-Kreises vom 16. Dezember 1969 (GV. NW. S. 940) ist der zur damaligen Stadt Breckerfeld (Amt Breckerfeld, Ennepe-Ruhr-Kreis) gehörende Ortsteil Im Dahl beim heutigen Dahlerbrück eingegliedert worden. Dies geschah mit Wirkung vom 1. Januar 1970.

## Religionen
Es gibt seit August 2018 nur noch einen Pfarrbezirk der evangelischen Kirchengemeinde Schalksmühle-Dahlerbrück – zuvor gab es zwei Pfarrbezirke – sowie die evangelische Kirchengemeinde Hülscheid-Heedfeld. Des Weiteren gibt es eine katholische Gemeinde (Halver-Schalksmühle-Breckerfeld-Dahl) und eine Freie evangelische Gemeinde.

## Politik

### Gemeinderat
Das Ergebnis der Kommunalwahlen am 13. September 2020 zeigt das nebenstehende Wahldiagramm.
Eine Übersicht über die Ergebnisse der vier vergangenen Wahlen zeigt folgende Tabelle:

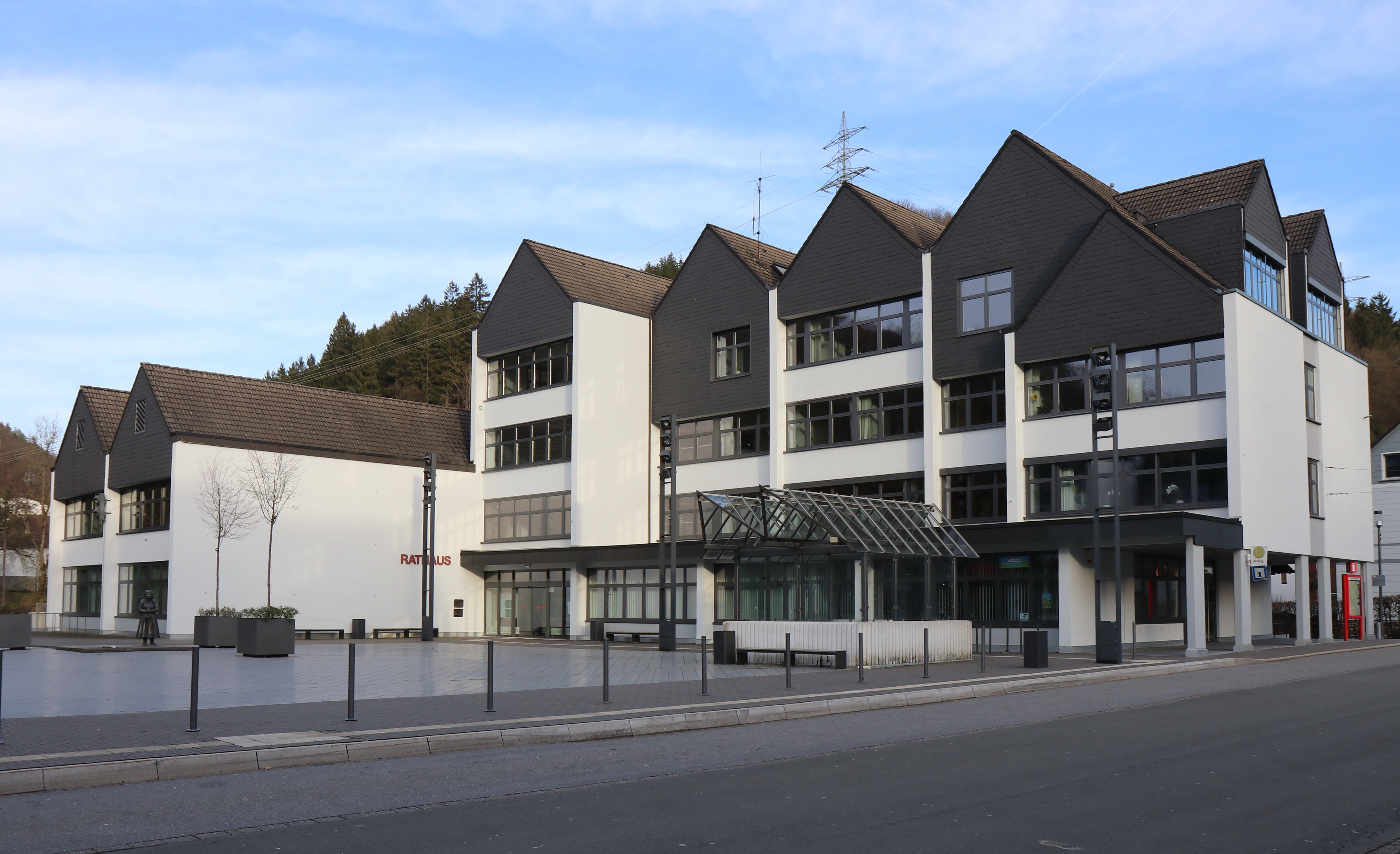
Rathaus

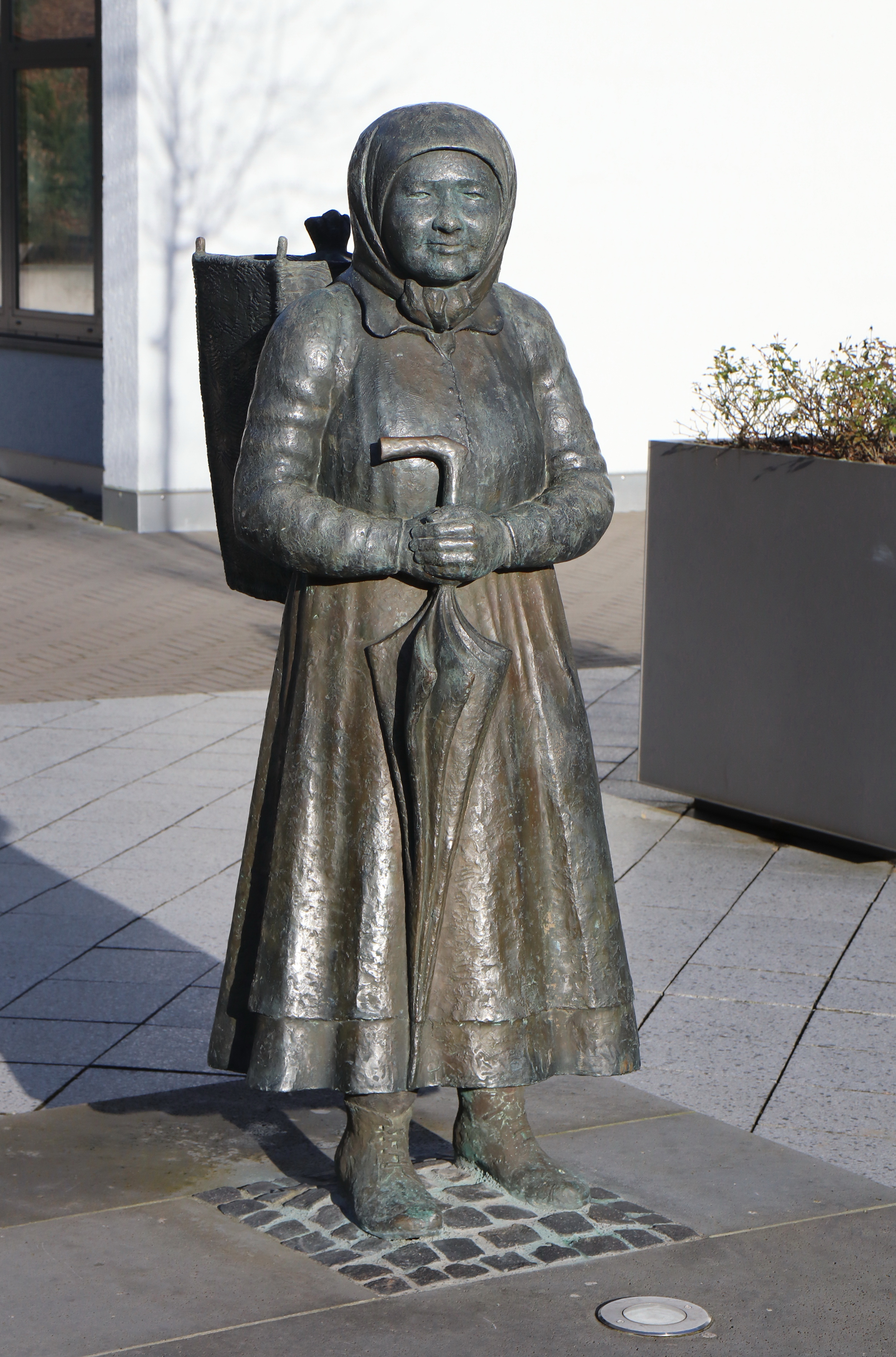
„Kiepenlisettken“ auf dem Rathausplatz

| Partei    | Stimmenanteile in Prozent | Stimmenanteile in Prozent | Stimmenanteile in Prozent | Stimmenanteile in Prozent | Sitze | Sitze | Sitze | Sitze |
| Partei    | 2020                      | 2014                      | 2009                      | 2004                      | 2020  | 2014  | 2009  | 2004  |
| --------- | ------------------------- | ------------------------- | ------------------------- | ------------------------- | ----- | ----- | ----- | ----- |
| UWG       | 44,99                     | 42,5                      | 46,6                      | 38,2                      | 13    | 12    | 13    | 11    |
| CDU       | 20,18                     | 22,0                      | 20,1                      | 29,7                      | 06    | 06    | 06    | 08    |
| SPD       | 22,50                     | 24,4                      | 18,4                      | 23,3                      | 07    | 07    | 05    | 07    |
| FDP       | 12,33                     | 11,2                      | 14,8                      | 07,4                      | 04    | 03    | 04    | 02    |
| GRÜNE     | –                         | –                         | –                         | 01,4                      | –     | –     | –     | 0     |
| Insgesamt | 100                       | 100                       | 100                       | 100                       | 30    | 28    | 28    | 28    |

### Bürgermeister
- 1912–1923: Peter Groll
- 1923–1933: Hermann Diergarten
- 1933–1945: Hermann Gödersmann
- 1945: Walter Frese (für zirka ein halbes Jahr von der Militärregierung eingesetzt)
- 1945–1948: Ernst Paris
- 1948–1964: Ernst Brune
- 1964–1965: Hans Schriever
- 1965–1966: Eugen Güllemann
- 1966–1969: Paul Gerhard „Conny“ Mühlen (UWG)

Kommunale Neuordnung im Jahr 1969
- 1969–1991: Paul Gerhard „Conny“ Mühlen (UWG)
- 1991–1999: Heide Bachmann (UWG)

Bis hierher waren alle Bürgermeister ehrenamtlich tätig. Nach der Reform der Gemeindeordnung wurde im Jahr 1999 der erste hauptamtliche Bürgermeister gewählt.
- 1999–2005: Wilfried Köhler (parteilos); † 10. August 2005
- seit 2006: Jörg Schönenberg (parteilos)

### Wappen, Dienstsiegel und Flagge
Der Gemeinde ist durch Urkunde des Regierungspräsidenten in Arnsberg vom 21. Juli 1970 das Recht zur Führung eines Wappens verliehen worden.

#### Wappen
| Wappen von Schalksmühle | Blasonierung: „Das Wappen zeigt auf goldenem Grund einen dreireihig in je neun Feldern von Rot zu Silber geschachten Balken, darüber wachsend ein halbes schwarzes Schaufelrad, darunter drei zu einem Strauß zusammengestellte grüne Stechpalmenblätter (Ilex).“ |
| Wappen von Schalksmühle | Wappenbegründung: Das Wappen der Gemeinde kombiniert Symbole der beiden 1969 zusammengefassten Gemeinden. Das Mühlrad steht für Schalksmühle, die Blätter der auch Hülsebusch genannten Stechpalme (Ilex aquifolium) als sprechendes Symbol für Hülscheid. In der Mitte steht der märkische Schachbalken der Grafschaft Mark. Bis 1969 hatte die Gemeinde Schalksmühle ein ähnliches Wappen, lediglich der Schildfuß war leer. Das frühere Wappen der Gemeinde Hülscheid hatte im oberen Bereich die Ilex-Zweige, war ansonsten mit jenem von Schalksmühle identisch. Beide Wappen wurden vom Heraldiker Otto Hupp entworfen, nach Ideen von Fritz Thomée, dem ehemaligen Landrat des Kreises Altena. Die Wappen wurden am 16. Januar (Hülscheid) und 29. März 1935 (Schalksmühle) verliehen. |

#### Dienstsiegel
Die Gemeinde führt das Gemeindewappen in ihrem Dienstsiegel, das durch Urkunde des Regierungspräsidenten in Arnsberg vom 21. Juli 1970 genehmigt worden ist.

#### Flagge
Der Gemeinde ist durch Urkunde des Regierungspräsidenten in Arnsberg vom 30. März 1972 das Recht zur Führung einer Flagge und eines Banners verliehen worden.
„Die Flagge (Hissflagge) ist von Grün zu Rot in zwei gleichbreiten Bahnen längsgestreift, in der Mitte etwas zur Stange verrückt, der Wappenschild der Gemeinde.
 Das Banner ist von Grün zu Rot in zwei gleich breiten Bahnen längsgestreift, in der Mitte der oberen Hälfte der Wappenschild der Gemeinde.“

### Städtepartnerschaften
Seit Juli 1987 besteht eine Städtepartnerschaft mit der thüringischen Stadt Ruhla. Bereits seit 1970 besteht ist die Partnerschaft mit der englischen Stadt Wansbeck. Ein junger Mann aus Schalksmühle arbeitete zu der Zeit in Bedlington und traf dort seine spätere Ehefrau. Als das Paar nach Schalksmühle zurückkam, regte es eine Partnerschaft seiner beiden Heimatorte an, die dann 1970 offiziell besiegelt wurde. Nachdem Bedlington 1974 zusammen mit Ashington und Newbiggin-by-the-Sea zur neuen Stadt Wansbeck vereinigt worden war, wurde die Partnerschaft von der neuen Stadt weitergeführt.

## Kultur und Sehenswürdigkeiten

### Museen
Im Bauernhaus Wippekühl ist ein Heimatmuseum eingerichtet, in dem zahlreiche Exponate bäuerlichen Lebens zu sehen sind. Das Jagdmuseum des Hegerings Schalksmühle-Hülscheid verfügt über Ausstellungsstücke aus Nachlässen heimischer Jäger.

### Theater
Ein großes Theater gibt es nicht, jedoch kleinere Theatervereine.

### Musik
Neben kleineren Kirchenchören gibt es einen etwas bekannteren Gospelchor, Living Gospel, der freien ev. Gemeinde sowie die Musikcorps Dahlerbrücker Husaren 1971 e. V., den Musikverein Musikverein Die Volmetaler sowie den Gesangsverein Gesangverein Dahlerbrück 1878. Weiterhin gibt es eine Zweigstelle der Musikschule Volmetal in Schalksmühle.

### Bauwerke

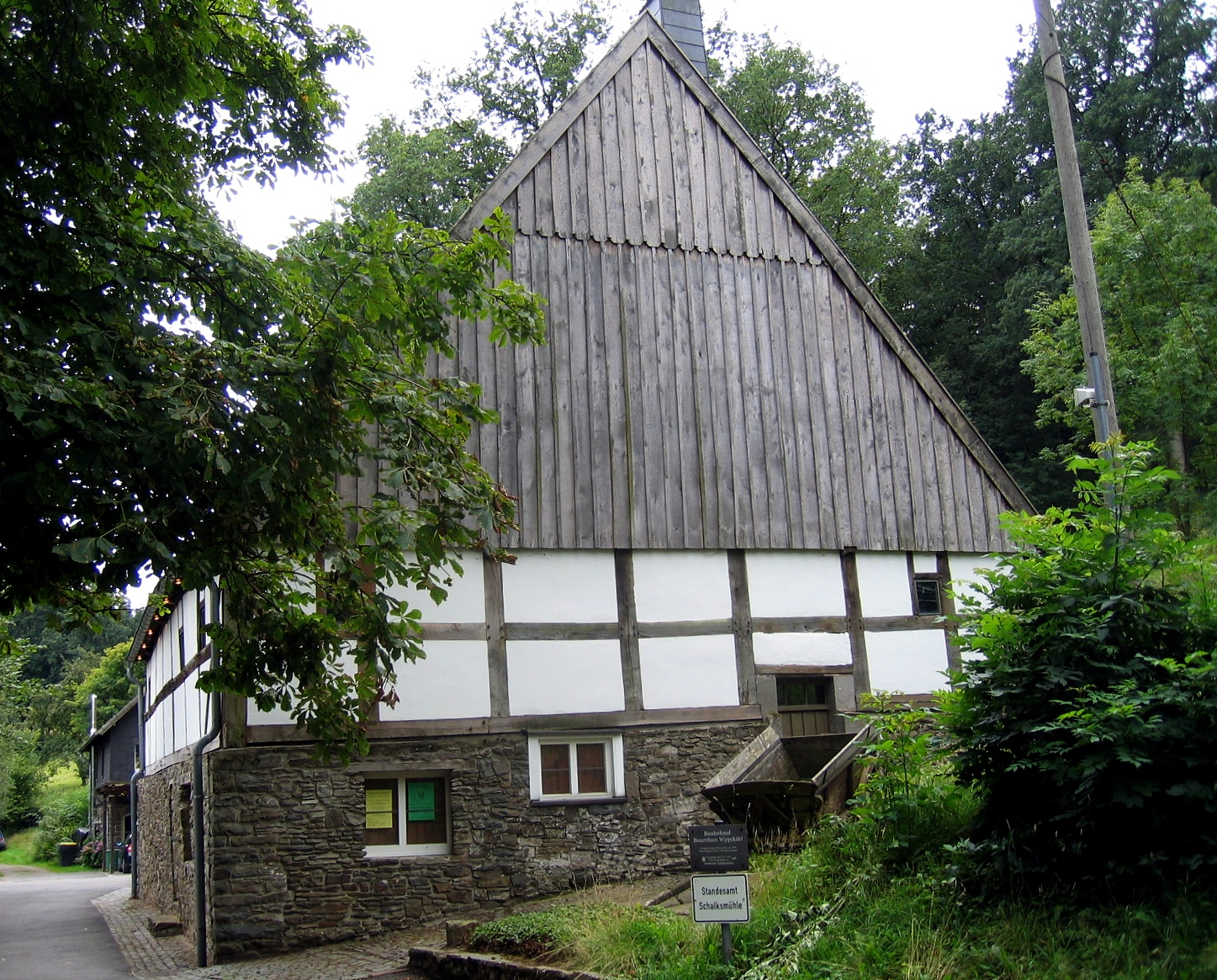
Bauernhaus Wippekühl

Direkt neben dem Friedhof Wippekühl in Schalksmühle liegt das Bauernhaus Wippekühl. Es wurde um das Jahr 1600 erbaut. In diesem historischen Fachwerkhaus ist es möglich, sich trauen zu lassen.
Die evangelische Erlöserkirche in der Nähe des Bahnhofs Schalksmühle wurde 1892 gebaut und ist das erste von zehn Baudenkmälern der Gemeinde Schalksmühle. Es gibt noch vier weitere evangelische Kirchen, von denen zwei ebenfalls auf der Denkmalliste stehen.

### Natur- und Landschaftsschutz
Das Gemeindegebiet gehört zum Naturpark Sauerland-Rothaargebirge. Flächen außerhalb der bebauten Ortsteile und des Geltungsbereichs eines Bebauungsplans sind als Landschaftsschutzgebiet ausgewiesen worden, sofern kein höherer Schutzstatus wie beispielsweise Naturschutzgebiet (NSG) besteht. Im Stadtgebiet wurde nur das 22 ha große Naturschutzgebiet Nottkleff ausgewiesen.
In Schalksmühle gibt es den Volmepark, welcher direkt an der Volme liegt. Der Park wurde 2014 zu einem Mehrgenerationenpark umgebaut.

### Sport

#### Handball
SG Schalksmühle-Halver (SGSH): eine Handball-Spielgemeinschaft mit folgenden Trägervereinen: TuS Halver 1848 e. V., TuS Stöcken-Dahlerbrück 1885 e. V., TuS Oeckinghausen 1888 e. V., Schalksmühler TV 1893 e. V. Die erste Handball-Mannschaft spielt auf professioneller Ebene in der 3. Liga West. Die Reserve spielt in der Verbandsliga Westfalen, Staffel 2. Ein Damen- und drei Herrenteams nehmen am Spielbetrieb im Seniorenbereich teil. Die Jugendabteilung ist in eine eigene Jugendspielgemeinschaft SGSH Juniors ausgegliedert. Die SGSH trägt ihre Spiele in der Sporthalle Löh (Schalksmühle) und der Sporthalle Mühlenstraße (Halver) aus. Im Jahr 2018 erfolgte die Umbenennung in „SGSH Dragons“. Der neue Mannschaftsname wurde der Öffentlichkeit im Rahmen des DHB-Pokal-Turniers am 18./19. August 2018 bekanntgegeben. Teilnehmer des Erstrundenturniers in Halver waren die Zweitligisten HSG Nordhorn-Lingen und der TuS Ferndorf sowie der Deutsche Meister 2018 SG Flensburg-Handewitt. Als Gastgeber und Ausrichter des Turnieres zeichnete die SG Schalksmühle-Halver verantwortlich.
TuS Linscheid-Heedfeld e. V. ist der zweite große Handball-Verein in Schalksmühle.

#### Fußball
In Schalksmühle sind die beiden Fußballvereine TuS Stöcken-Dahlerbrück 1885 e. V. und FC Azzurri Schalksmühle beheimatet. Letzterer wurde inzwischen aufgelöst und nimmt somit nicht mehr am Spielbetrieb teil. Am 3. Februar 2014 beschloss der Bau- und Planungsausschuss der Gemeinde Schalksmühle den Bau einer neuen Sportanlage, von dem auch diese beiden Fußballvereine stark profitieren sollen. So entsteht im an Schalksmühle-Heedfeld grenzenden Gebiet Kuhlenhagen ein Kunstrasensportplatz mit einer neuen Zuschauertribüne für insgesamt rund 765.000 Euro.

## Wirtschaft und Infrastruktur

### Wirtschaft

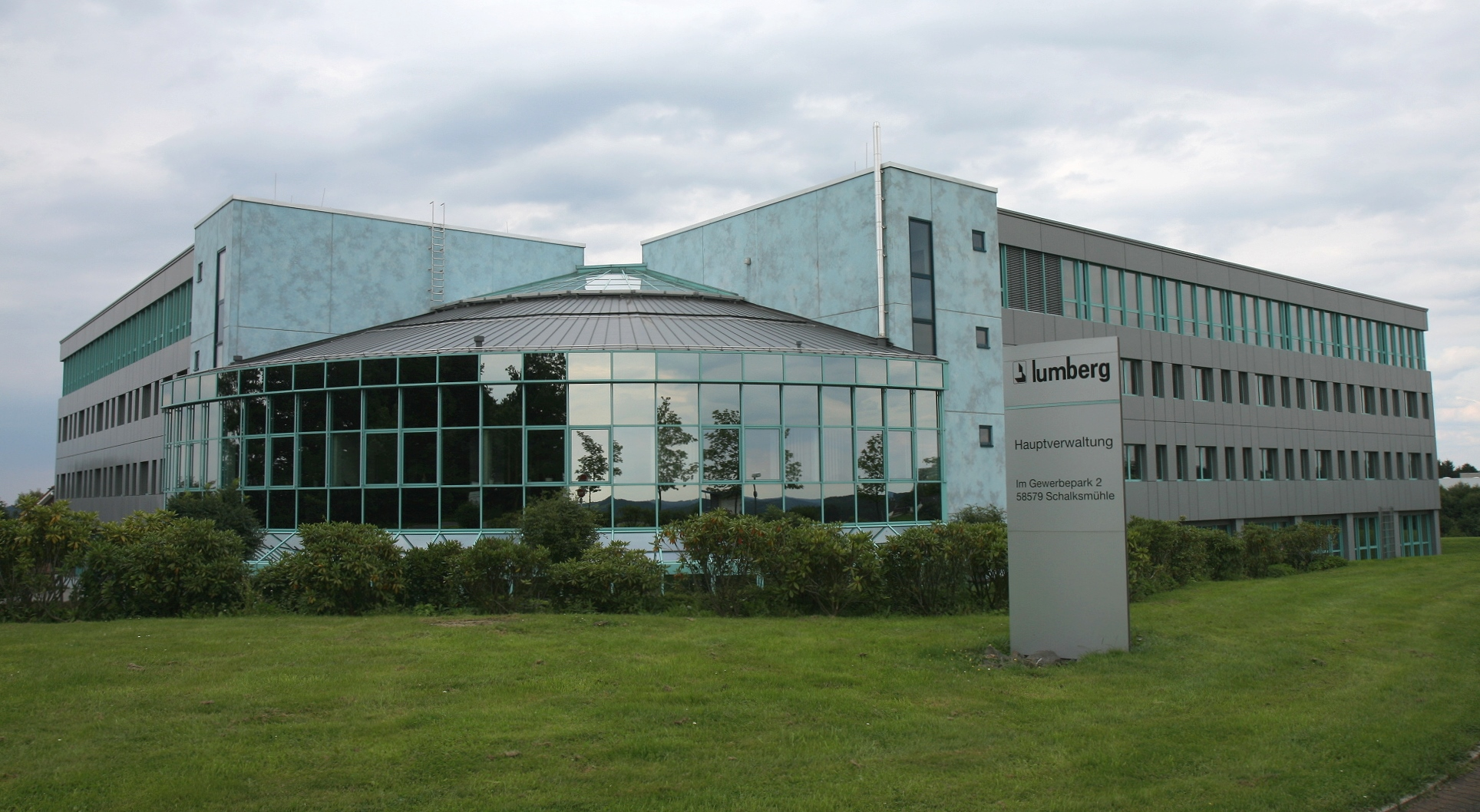
Lumberg Holding in Schalksmühle

Die Wirtschaft in Schalksmühle wird bis heute vor allem von der Elektroindustrie geprägt. Es siedelten sich mehrere klein- und mittelständische Unternehmen im Volmetal an. Beispielhaft sind folgende Unternehmen zu nennen: Berker GmbH & Co. KG (Schalterhersteller), Rutenbeck Fernmeldetechnik (Gebäude-Kommunikationstechnik), Albrecht Jung GmbH & Co. KG (Schalterhersteller), Lumberg GmbH & Co. KG (Elektroinstallationen), Günther Spelsberg GmbH + Co.KG, Kaiser GmbH & Co. KG und Busch-Jaeger Elektro GmbH & Co. KG.
Im Ortsteil Dahlerbrück ist das Unternehmen AMT Alumetall Gießtechnik GmbH, ein Unternehmen der Gusstechnik, angesiedelt. Die Produktpalette umfasst Gießereien für den technischen und für den Bereich der Gastronomie.

### Verkehr

#### Straßenverkehr
Schalksmühle ist durch die A 45 (Ausfahrt Nr. 13 (Lüdenscheid-Nord, Schalksmühle)) und die B 54 an das Verkehrsnetz angebunden. Per Pkw ist der Ort über die Bundesautobahn 45, die sogenannte Sauerlandlinie, zu erreichen.

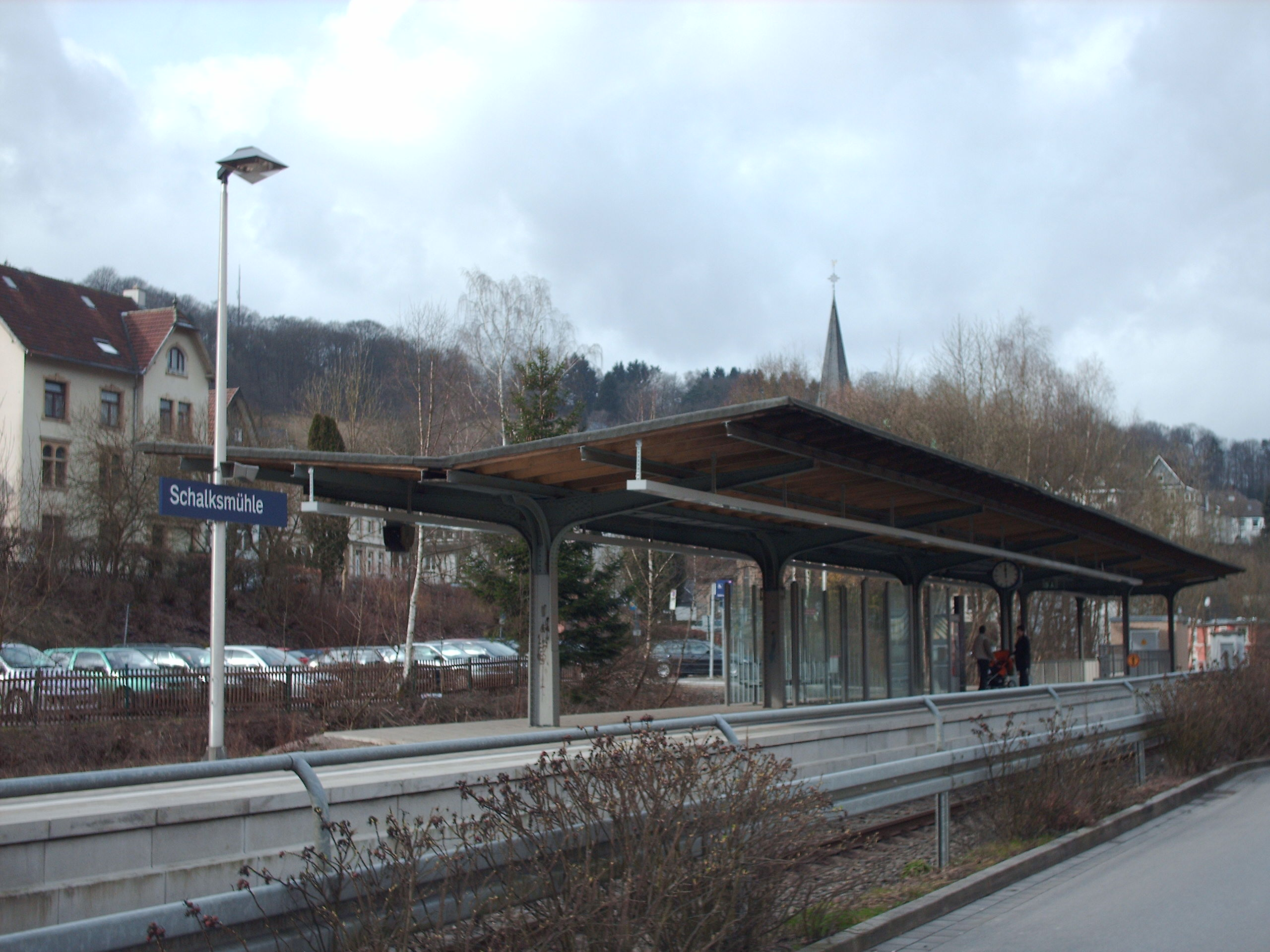
Haltepunkt Schalksmühle

#### Schienenverkehr
Die Anbindung an die Bahn erfolgt über die Volmetal-Bahn am Bahnhof Schalksmühle, die im stündlichen Takt zwischen Lüdenscheid, Hagen und Dortmund verkehrt.
Es bestanden Planungen, die Volmetalbahn als Stadtbahn verkehren zu lassen. Sie sollte direkt vom Dortmunder Stadtzentrum über die Hagener City bis in die Innenstadt von Lüdenscheid geführt werden. 1997 wurde ein Konzept für eine Regionalstadtbahn Hagen vorgestellt, welches trotz des verkehrlichen Nutzens aus Kostengründen nicht realisiert wurde.

#### Busverkehr
Der Busverkehr wird heute überwiegend von der Märkischen Verkehrsgesellschaft (MVG) und dem Bürgerbus Schalksmühle durchgeführt. Die Stadt gehört der Verkehrsgemeinschaft Ruhr-Lippe (VRL) an, deren Tarif genauso in den Bussen der Märkischen Verkehrsgesellschaft GmbH (MVG) sowie auch in den Zügen der Volmetal-Bahn gilt.

#### Flugverkehr
Die nächstgelegenen Flughäfen für internationale Flüge sind der Flughafen Dortmund in etwa 50 Kilometer Entfernung sowie der Flughafen Köln/Bonn und der Flughafen Düsseldorf in jeweils etwa 100 Kilometer Entfernung. Kleinere Flugplätze gibt es außerdem in den unweit gelegenen Gemeinden Meinerzhagen und Herscheid.

### Medien
- Printmedien
  - Lüdenscheider Nachrichten mit speziellem Lokalteil für Schalksmühle
  - Der Bote
- Hörfunk
  - Radio MK, welches auch über das lokale Geschehen aus dem Ort berichtet.
- Fernsehen
  - Schalksmühle gehört zum Redaktionsgebiet des Studios Siegen, dem Lokalsender des WDR.

### Ärzte und Apotheken
In Schalksmühle gibt es eine Apotheke sowie elf Arztpraxen für Menschen und eine für Tiere. Das nächste Krankenhaus ist entweder das Klinikum Lüdenscheid oder eines der Krankenhäuser in Hagen.

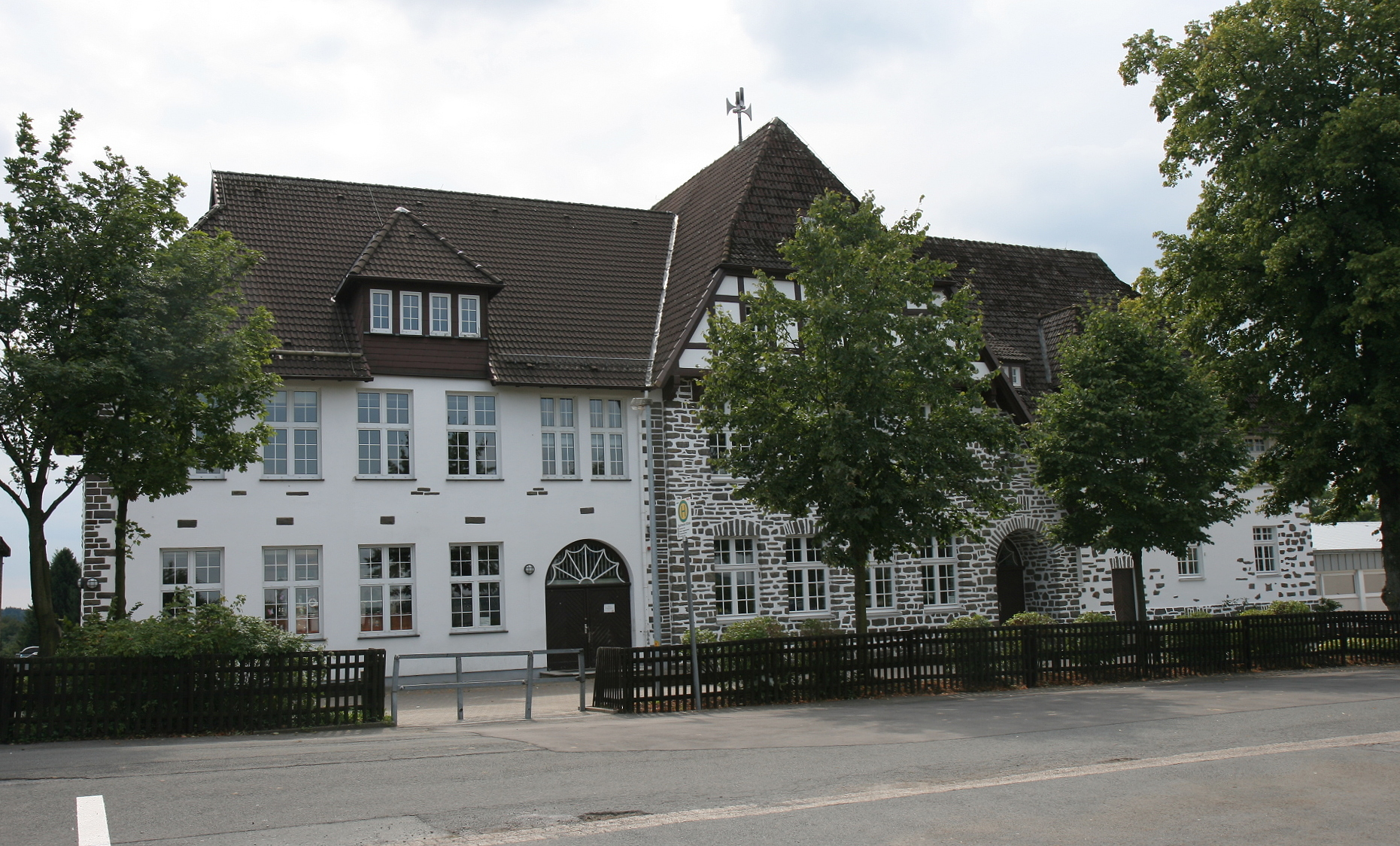
Das denkmalgeschützte Gebäude der Grundschule Spormecke

### Bildung
In Schalksmühle gibt es eine Gemeinschaftsgrundschule, die Gemeinschaftsgrundschule Spormecke. Außerdem gibt es noch die Primusschule Schalksmühle. Weiterhin unterhält die Gemeinde Schalksmühle die Musikschule Volmetal. In der Gemeinde Schalksmühle ist keine eigene Volkshochschule ansässig, aber die VHS Volmetal unterhält in Schalksmühle eine Zweigstelle. In Schalksmühle stehen 365 Kindergartenplätze in sechs Kindergärten zur Verfügung.

## Söhne und Töchter der Gemeinde
- Nikolaus Goniaeus (vor 1540 oder vor 1530–1589) (auch: Gonieus, Goniäus), Hebraist und Philologe, Geburtsdatum und Eltern unbekannt, geb. wohl vor 1540, vielleicht wegen des Todesdatums schon vor 1530 in Schalksmühle-Hülscheid („Hulschedensis“). Er gräzisierte nach Humanistentradition seinen Familiennamen, dessen deutsche Form heute unbekannt zu sein scheint.[29] Er könnte „Vater“ bedeuten, da altgr. gonieus diese Bedeutung hat. Zuerst war er Soldat, studierte dann in Wittenberg, um 1560/61 war er an der Universität Rostock immatrikuliert, 1563 erfolgte seine Promotion zum Baccalaureus und Magister Artium in Rostock. Danach war er Rektor der Jacobsschule, 1577–1589 Professor für hebräische Sprache („Hebraeae linguae professor“) an der Universität Rostock („Rostock war damals eine der ersten Universitäten, an denen Hebräisch gelehrt wurde“[30]), 1579 wurde er Dekan der Philosophischen Fakultät. 1589 starb er in Rostock.[31] Der Humanist Nikolaus Goniaeus („Klaus Vater“?) aus dem 16. Jahrhundert ist damit der älteste nachweisbare Schalksmühler, der bezeichnenderweise aus einer auf den Höhen von Schalksmühle-Hülscheid beheimateten Bauernfamilie stammte.
- Lisette Cramer (1836–1907), Handelsfrau, die mit ihrer Kiepe von Hof zu Hof um Schalksmühle herumzog und beredt die folgenden nützlichen Dinge für die Hausfrau von damals feilbot: „en Päckelken Waschpulver, witten Twejn, schwatten Twejn, witt Band, blao Band, Nägenaoteln, Knoupnaoteln, Stoppenaoteln, Versiykerheitsnaoteln, witten Piäper, schwatten Piäper, beschaotene Nuöte, Zafferaonsblaumen, Wickse, Putzpoumade un faate Bosmen“. Max Kettling fotografierte sie mit Kiepe vor seiner Gartenlaube im Hansahaus in der Hälverstraße und schuf so eine schöne, mit ihrem dunkelbraunen Kleid, ihrer blauen Schürze, ihrem dunkelroten Kopftuch und den dunkelgrünen Schirm, zur Abwehr des typisch sauerländischen Regens vor sich haltend kolorierte Ansicht, die sich gut verkaufte. Vor dem Rathaus setzte der Bildhauer Waldemar Wien (1924–1997) dem Kiepenlisettchen ein bleibendes Denkmal, das längst zu einer Symbolfigur von Altschalksmühle geworden ist.
- Robert Holthaus (1844–1890), Fabrikant, Postexpediteur und Kommunalpolitiker, der 1876 Mitglied in der Gemeindevertretung von Hülscheid, 1882 Kreistagsabgeordneter wurde. Auf sein Betreiben hin wurde im Talgebiet von Schalksmühle-Dahlerbrück eine bis in die 1960er Jahre bestehende „Volksschule“ gegründet.
- Peter Groll (1847–1934), Fabrikant einer Hammerschmiede in Nieder-Wippekühl, Reidemeister und Gemeindevorsteher der zunächst zu Halver gehörigen Gemeinde. Unter seiner Verwaltung erhielt Schalksmühle eine Wasserleitung und weitere Infrastruktur.
- Heinrich Kepp (1850–1925), Pfarrer der Kirchengemeinde Hülscheid und Superintendent des Kirchenkreises Lüdenscheid.
- Hans Curt (genannt: „Heinrich“) Jaeger (1855–1939), Bruder von Johann Georg Jaeger. Die Gebrüder Jaeger waren Fabrikanten aus Lüdenscheid und Pioniere der Elektrotechnik. Das in Schalksmühle gegründete Unternehmen Busch-Jaeger existiert noch heute als ein marktführendes Unternehmen. Das Schalksmühler Werk in der Bahnhofstraße, wo heute das Rathaus steht, war nicht nur das größte Werk der Volmegemeinde, sondern – wie die ehemalige Firma Albrecht Jung an der Einmündung der Bergstraße in die Hälverstraße – eines der Wahrzeichen von Schalksmühle, bis es 1970 abgerissen wurde.
- Johann Georg Jaeger (1860–1932), Bruder von Hans Curt Jaeger.
- Paul Kuhbier sen. (1864–1951), Fabrikant eines großen Edelstahlwerkes am unteren Volmeverlauf von Schalksmühle-Dahlerbrück, das bis in die 1960er Jahre als Unternehmen „C. Kuhbier & Sohn Stahl und Eisenwalzwerk in Dahlerbrück i.W.“ bestand.
- Fernando Seckler (1866–1900), Pfarrer der Kirchengemeinde Hülscheid und Verfasser einer populären illustrierten Weltgeschichte.
- Peter Diedrich Frommann (1869–1957), Lehrer und Heimatforscher, der seit seinem Ruhestand in den Jahren von 1931 bis 1956 einige Publikationen zur Geschichte des Märkischen Sauerlandes verfasste.
- Ernst Spelsberg (1870–1928). Im Jahre 1904 gründete er zusammen mit Walther Kaiser eine elektrotechnische Firma, die sich heute zu einem internationalen Unternehmen mit Niederlassungen in mehreren europäischen Ländern entwickelt hat.
- Albrecht Jung (1872–1966). Er erfand den elektrischen Zugschalter mit Ein-Achtel-Drehung, ließ sich diese neben anderen Erfindungen patentieren und gründete 1912 die gleichnamige elektrotechnische Fabrik in Schalksmühle. Diese Firma ist ein internationales Unternehmen in dritter Generation. Seit 1941 hat sie ein Zweitwerk in Lünen. Zunächst lag sie mitten in Schalksmühle in der Hälverstraße bei der Einmündung zur Bergstraße und war mit ihrem kuppelförmigen roten Dach eines der Wahrzeichen von Schalksmühle; seit 1973 zog sie in ein modernes mehrstöckiges Gebäude in der Volmestraße 1, am Lauenscheiderohl nahe der Siedlung Strücken um.
- Paul Schmalenbach (1875–1945), von 1906 bis 1940 dritter Pfarrer der evangelischen Kirchengemeinde von Schalksmühle, ein "allseits geachteter Seelsorger der Volmegemeinde" (Ludwigsen 1993, 337).
- (Paul) Walther Kaiser (1878–1923). 1904 gründete er zusammen mit Ernst Spelsberg eine elektrotechnische Firma, aus der heute ein Unternehmen von internationalem Format geworden ist.
- Wilhelm Kattwinkel (1883–1953), Handelsvertreter und Politiker. Ab 1920 im Deutschvölkischen Schutz- und Trutzbund aktiv tätig, trat er 1929 der NSDAP bei, wurde 1932 Vorsitzender des Gaugerichtes in Essen und 1935 Abgeordneter des Kreistages von Essen.
- Max C. Kettling (1883–1960), Photograph und Ansichtskartenverleger. Zunächst hatte er einen eigenen Postkartenverlag, am 1. Juli 1919 gründete er zusammen mit Carl Krüger die „Graphische Kunstanstalt Kettlung und Krüger“, die das ganze damalige Deutschland photographierte. Es entstanden auch ganze Serien wie die „Westfalenkarten“ und der „Bergisch-Märkische Gewerbefleiß“. Max Kettlings hohe Kunst der Landschaftsphotographie dokumentieren noch zahlreiche Ansichten von Alt-Schalksmühle, Dahlerbrück, der Glörtalsperre und der Umgebung des Märkischen Sauerlandes.
- Ottilie („Tilly“) Grüber (1886–1943), Lyrikerin, die zahlreiche Gedichte über das Märkische Sauerland verfasste, die 1926 in der Anthologie Bergrauschen und Waldleben erschienen. Darüber hinaus schrieb sie auch Theaterstücke, von denen 1937 Dä Osemund Schmied vam Hälverthal in Iserlohn anlässlich eines Jubiläums aufgeführt wurde.
- Peter Weyland (1892–1966). 1945 von der englischen Besatzungsmacht in den Rat der ehemaligen Gemeinde Hülscheid, jetzt Schalksmühle, berufen, wurde er am 29. Oktober einstimmig zum Bürgermeister von Hülscheid gewählt. Der in der Bevölkerung sehr beliebte Sozialdemokrat, der fünfmal wiedergewählt wurde, gehörte zusammen mit Franz Leow zu den Mitinitiatoren des Schullandheims Schalksmühle-Hülscheid auf der Insel Wangerooge.
- Ernst Brune († 1967). Inhaber einer Schraubenfabrik mit Wasserrad, von 1948 bis 1964 als Mitglied der CDU sechzehn Jahre Bürgermeister von Schalksmühle.
- Willi Dickhut (1904–1992), Kommunist und Mitbegründer der Marxistisch-Leninistischen Partei Deutschlands, der MLPD.
- Franz Leow (1904–1992), Leiter der Realschule Schalksmühle 1954–1969. Seine große Leistung war die Gründung eines Schullandheims im Westen der Nordseeinsel Wangerooge 1955, dessen Erster Vorsitzender er bis 1965 war. Diese Einrichtung besteht bis heute als „Inselheim e. V. Schalksmühler Heim“[32] auf dieser östlichsten ostfriesischen Insel und wird jährlich von zahlreichen Schul- und anderen Jugendgruppen besucht.
- Alfred Kalthoff (1907–1999). 1931 gründete er eine elektrotechnische Fabrik von heute internationalem Rang. Ehrenamtlich war er viele Jahre im Presbyterium der Erlöserkirche, stand in der NS-Zeit auf Seiten der Bekennenden Kirche, spielte jahrzehntelang die Orgel und leitete einen gemischten Chor. Seine elektrotechnische Firma besteht nun mehr als 90 Jahre und wird in dritter Generation geleitet. Es ist ein größeres Unternehmen und bietet vielen Menschen einen sicheren Arbeitsplatz.
- Karl Bewerunge (1913–1993), Landwirt und CDU-Politiker, Präsident der Landwirtschaftskammer Westfalen-Lippe. Von 1964 bis 1978 war er Präsident der Landwirtschaftskammer Westfalen-Lippe und erhielt 1972 das Verdienstkreuz 1. Klasse und 1977 das Große Verdienstkreuz der Bundesrepublik Deutschland, 1989 den Verdienstorden des Landes Nordrhein-Westfalen.
- Reinhard Schmidhagen (1914–1945), Künstler, der an der Akademie der Bildenden Künste in München studierte und sich auf Holzschnitte spezialisierte. Wegen eines Lungenleidens starb er früh. Viele seiner Werke sind im Internet präsent. Schmidhagens Werke sind u. a. Selbstporträt mit Palette (1931), Zyklus Guernica (1937), Die andere Front (1937/38), Die Trommel (1944). Ausstellungen seiner Werke fanden in den Jahren 2011 bis 2024 in Berlin, Bersenbrück, Bochum, Lüdenscheid, Marburg, Solingen, Wittenberg und Zürich statt.
- Hilde Lichte (1921–2017), Tochter von Max C. Kettling, verfasste zahlreiche heimatkundliche Veröffentlichungen, u. a. zusammen mit R. Hoffmann ein Buch zu dem Ansichtskartenwerk ihres Vaters.
- Walter Neuhaus (1932–2019), Politiker (CDU), der von 1975 bis 1995 Landtagsabgeordneter Nordrhein-Westfalens war. Dem Rat der Gemeinde von Hülscheid gehörte Neuhaus von 1969 bis 1975 an, Mitglied der Kreistage des Kreises Altena, Lüdenscheid und des Märkischen Kreises war er von 1964 bis 1994. 1991 erhielt er das Verdienstkreuz Erster Klasse der Bundesrepublik Deutschland.
- Horst Ludwigsen (1933–2015), Berufsschullehrer und Fachleiter für Deutsch am Studienseminar Hagen, Heimatforscher, Verfasser u. a. eines „Wörterbuchs südwestfälischer Mundarten“ und einer Geschichte der „evangelischen Kirchengemeinde Schalksmühle“.
- Hans-Gerhard Brudereck (* 1936), Theologe, von 1968 bis 1997 als achter Pastor der Erlöserkirche in Schalksmühle amtierend, die ersten anderthalb Jahre noch als Pfarrvikar. Neben Pastor Schmalenbach wohl der bedeutendste Seelsorger der Volmegemeinde. Brudereck war ein eifriger Prediger, überzeugend nicht nur im Bereich der Verkündigung, sondern auch in der Jugendarbeit, der mit dem folgenden Selbstverständnis jahrzehntelang seinen Dienst als Pastor in Schalksmühle tat: „Ich wollte in einer Welt der schlechten Nachrichten eine gute Botschaft verbreiten.“
- Andreas Tacke (* 1954), Prof. Dr. phil. Dr. ing., Kunsthistoriker, von 2005 bis 2019 Inhaber des Lehrstuhls für Kunstgeschichte an der Universität Trier, zahlreiche Veröffentlichungen vorwiegend über das 16. Jahrhundert, z. B. über den „katholischen Cranach“.
- Roland Hoffmann (* 1955), Dr. phil., Studienrat a. D., lateinischer Linguist und Mitglied des „International Committees on Latin Linguistics“, viele Veröffentlichungen zur lateinischen Linguistik, Ko-Autor eines Buchs über Max C. Kettling und Sammler historischer Ansichtskarten von Schalksmühle und Umgebung.